# Bitwa pod Quatre Bras
Bitwa pod Quatre Bras – starcie zbrojne, które miało miejsce 16 czerwca 1815 podczas 100 dni Napoleona, ostatniego etapu wojen napoleońskich.
Napoleon wysłał armię francuską dowodzoną przez marszałka Neya (46 tys. żołnierzy) przeciwko armii angielsko-holenderskiej Wellingtona (95 tys. żołnierzy). Celem Neya było odrzucenie Anglików i wyjście na tyły pruskiej armii Blüchera, która w tym samym czasie toczyła walki z Napoleonem pod Ligny. Ze względu na dużą przewagę armii Wellingtona Ney odwołał wysłany uprzednio pod Ligny na pomoc Napoleonowi korpus Droueta. Drouet otrzymując liczne sprzeczne rozkazy nie zdążył w końcu ani pod Ligny, ani pod Quatre Bras. Pod Ligny od całkowitej klęski uratowało armię pruską to, że z korpusu Droueta udział wzięła tylko dywizja Gérarda. Pod Quatre Bras Ney został zmuszony do odwrotu, tracąc 4,3 tys. żołnierzy. Armia Wellingtona straciła w bitwie 4,7 tys. żołnierzy.